# Прикажи себе
«Прикажи себе» — советский художественный телефильм режиссёра Исидора Хомского, снятый в 1980 году.

## Сюжет
Лейтенант Сергей Вишняков (Валерий Полетаев) призван из запаса для прохождения воинской службы в военкомате. Он пытается найти подход к призывникам, чтобы завоевать их доверие и убедить служить в армии. Метод лейтенанта имеет успех. И наконец он провожает в армию своих подопечных…

## В ролях
- Валерий Полетаев — Сергей Николаевич Вишняков
- Евдокия Германова
- Александр Потапов
- Георгий Штиль
- Василий Петренко
- Бирута Докальская
- Владимир Герасимов
- Андрей Ярославцев
- Александр Жданов
- Владимир Грицевский